# Dubekoldada
Dubekoldada (nep. दुबेकोल) – gaun wikas samiti we wschodniej części Nepalu w strefie Sagarmatha w dystrykcie Khotang. Według nepalskiego spisu powszechnego z 2001 roku liczył on 376 gospodarstw domowych i 1984 mieszkańców (1014 kobiet i 970 mężczyzn).